# Stelis odobenella
Stelis odobenella är en orkidéart som beskrevs av Carlyle August Luer. Stelis odobenella ingår i släktet Stelis och familjen orkidéer. Inga underarter finns listade i Catalogue of Life.